# Другий хрестовий похід
Другий хрестовий похід — похід хрестоносців до Малої Азії у 1147-1149 роках. Через значні прорахунки закінчився невдало.

## Початок походу
Використовуючи ідеї священної війни проти невірних («джихаду»), мосульський емір Імад ад-Дін Зенгі у 1137 р. розгромив війська Триполійського графства, і почав загрожувати захопленням прикордонних держав королівства, зокрема Едеського графства. Його тодішній правитель — Жослен І де Куртене (1118—1131) не мав достатньо військ, щоб захистити свої землі і місто. Провівши розвідку, у 1144 р. Зенгі розпочав облогу Едеси. Облога міста тривала 28 днів і Едеса була захоплена 25 грудня 1144 року. Антіохійський князь Раймон де Пуатьє (1099—1149) не лише відмовився допомогти в біді своєму сусідові, а й під різними приводами затримував загони, що йшли на допомогу Жослену.
Успіх джихаду становив загрозу існуванню усіх держав хрестоносців. Після смерті свого батька Зенгі, Махмуд Нур ад-Дін (Нуреддін) (1146—1179) об'єднав протиборчих сирійських емірів на боротьбу проти хрестоносців, теж використовуючи гасла джихаду.

## Той час у Європі
Хоч звістка про захоплення Едеси у Європі була зустрінута з гнівом і співчуттям, для організації нового походу знадобилось аж три роки. На відміну від Першого хрестового походу, ініціатором Другого не був Папа Римський. 1144 року папою був Євгеній III, безвольний і слабкий політичний діяч, становище якого і в Італії, і в Римі на той час було надзвичайно непевним. У Римі проти папи почалося повстання, очолене Арнольдом Брешіанським, яке примусило понтифіка втекти з міста. Ініціатором організації Другого хрестового походу став блискучий проповідник — чернець Цистерціанського ордену Бернар Клервоський (1090—1153), який завоював популярність у всій Західній Європі.

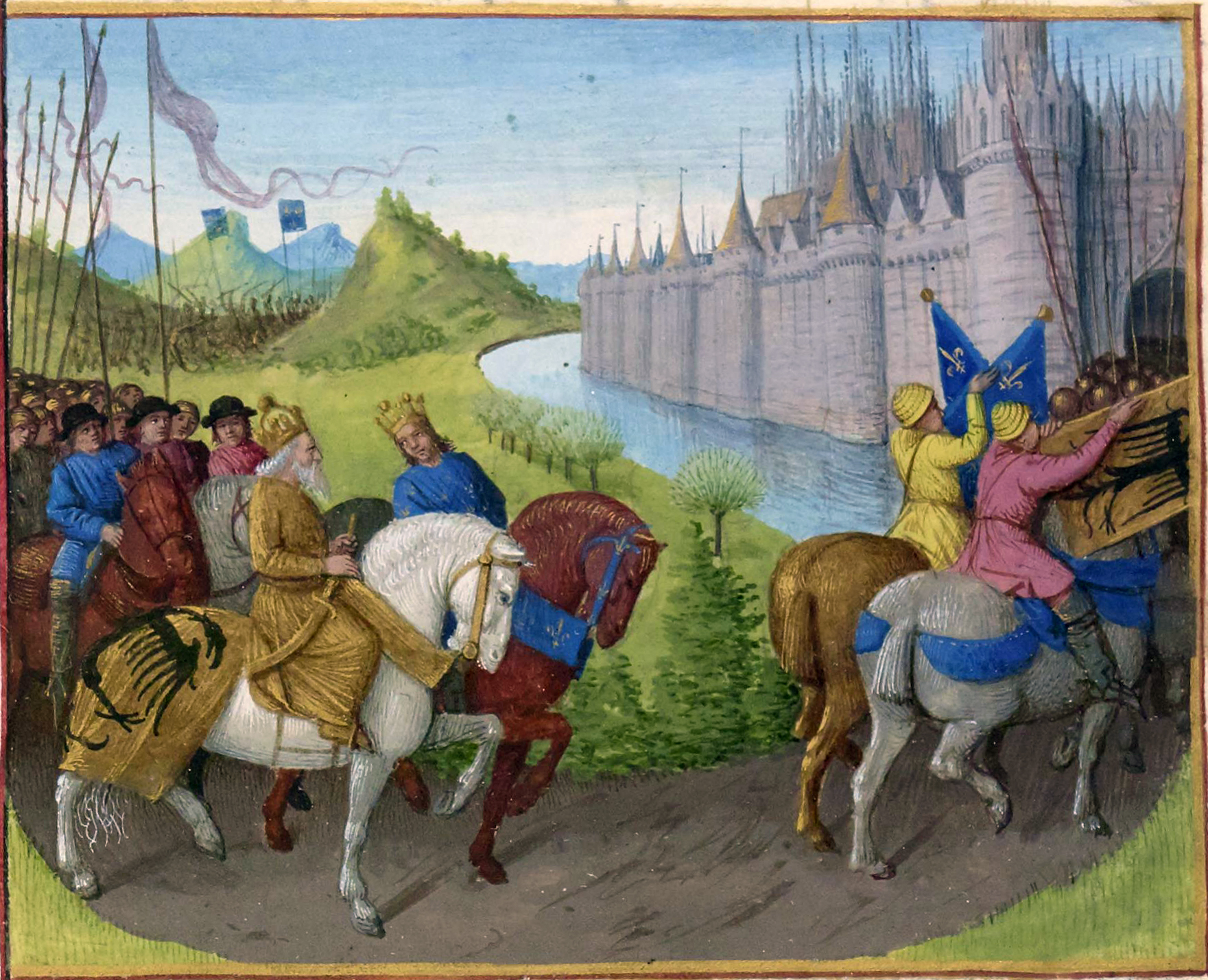
Хрестоносці у Константинополі (Jean Fouquet, um 1460)

Похід на Схід очолили два європейські монархи — французький король Людовик VII та король Німеччини Конрад III. Маршрут обох армій як і в час Першого хрестового походу проходив Малою Азією.

## Війна
Війська обох правителів були обтяжені обозами і натовпами прочан-грабіжників. Тому сельджуки змогли легко розгромити військо Конрада поблизу Дорілеї. Французьке військо теж дорогою зазнавало сельджуцьких нападів. Обидва війська змогли дійти до Палестини лише в березні 1148 р. У Єрусалимі відбулася військова рада прибулих і місцевих володарів про продовження бойових дій проти сельджуків. Французький король прагнув відвоювати від них Едесу, Балдуїн III пропонував захопити Аскалон; князь Антіохії Раймунд де Пуатьє — штурмувати Алеппо. Врешті-решт із розрахунку на великі трофеї було вирішено розпочати наступ на багатий Дамаск, у той період союзника Єрусалимського королівства.
Дамаском правив тоді візир Муїнаддін Унар, котрий ухвалив рішення захищати місто від віроломних франків і спорядив гінців до Нуреддіна по допомогу. Облога Дамаска тривала лише 4 дні і завершилася 28 липня 1148 р. поспішним відступом ослабленого переходом і опором дамаскинців хрестоносного війська.
Восени 1148 року війська європейських монархів покинули територію Святої Землі і морем відплили назад до Європи. Їхній відступ розвіяв міф про непереможність європейських хрестоносців. Бернард Клервоський, який дорікав їм за відступ, був оголошений божевільним і ув'язнений у монастирі.

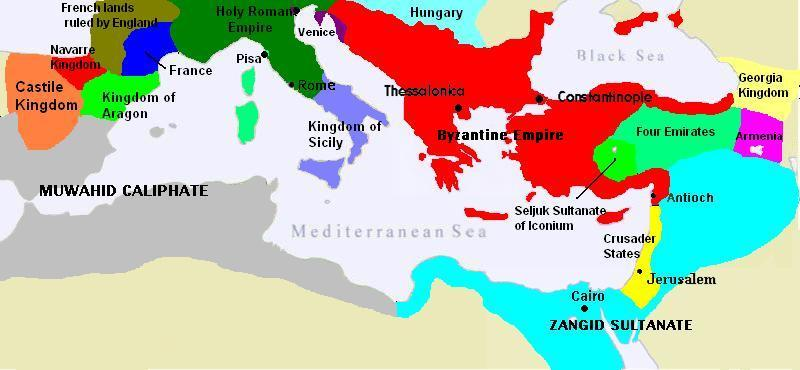
Середземноморський світ після другого хрестового походу

Весною 1149 року війська Нуреддіна із Сирії вторглися в Антіохійське князівство і 29 червня 1149, у битві при Маррі, князь Раймунд де Пуатьє загинув, а його військо було розгромлене. Хоча Антіохійське князівство вдалося відстояти, але втрата Едеського графства позбавила хрестоносців вигідно розташованих форпостів біля Євфрату. Таким чином, решта держав хрестоносців ставали відкритими для широкомасштабного нападу з боку Сирії.
У 1155 році Нур ад-Дін зробив Дамаск столицею своєї держави, а в 1169 приєднав Єгипет до своїх володінь, усунувши від влади династію Фатімідів. Таким чином, було створено небезпечне для інтересів хрестоносців об'єднання Сирії та Єгипту під владою єдиного правителя. Другий хрестовий похід закінчився безрезультатно. Мусульмани, консолідовані ідеєю священної війни, завдавали християнам відчутних поразок, знищуючи ослаблені внутрішніми чварами війська хрестоносців.

## Учасники
- Амадей III (граф Савойський)